# 泛斯堪的納維亞主義

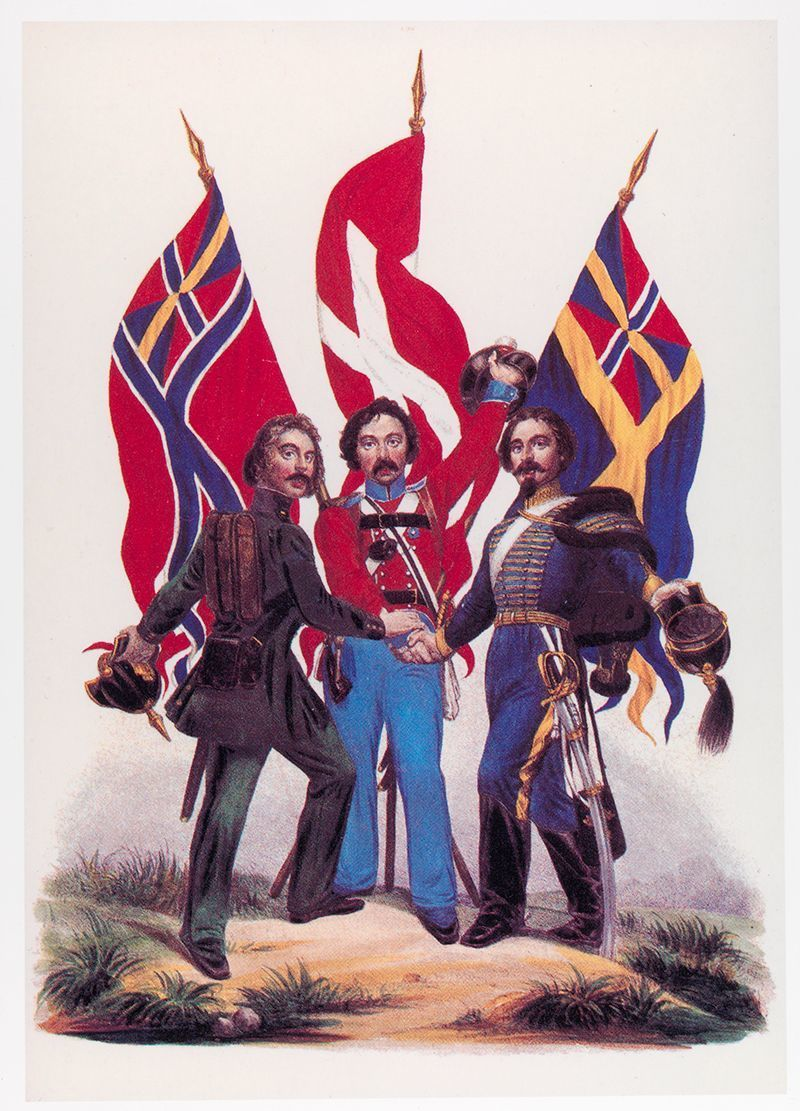
19世纪的宣传海报。图中左至右为挪威、丹麦和瑞典三国士兵携手。

斯堪的纳维亚主义，或称泛斯堪的纳维亚主义、北欧主义（英語： 或 ）是一项支持斯堪的纳维亚国家（或北欧国家）之间合作的政治运动。该运动宣扬北欧国家有着息息相关的历史与文化传承、共通的神话体系、相同的语言发源等依据，并称以之可形成统一的斯堪的纳维亚文学和语言体系。在不同的历史时期，分别有两种有着明显差异的运动浪潮，分别称为斯堪的纳维亚主义运动和北欧主义运动。

## 斯堪的纳维亚主义

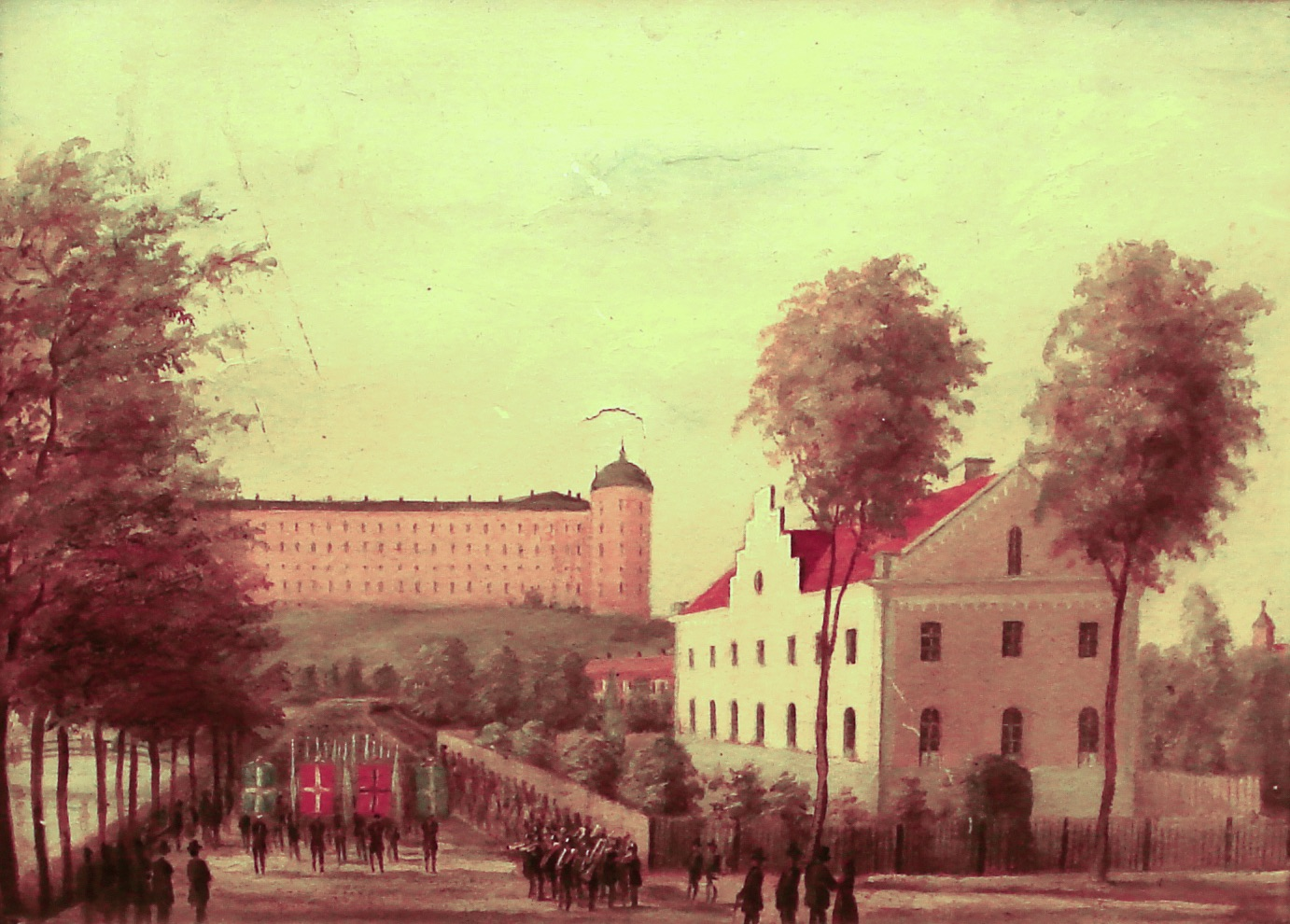
1856年，斯堪的纳维亚学生在瑞典乌普萨拉举行会议。

斯堪的纳维亚主义出现于19世纪，与德意志统一、意大利统一的运动同时期。但和后两者不同的是，斯堪的纳维亚的建国方案没有达成。该运动以共同的语言、政治、文化背景为依据，将丹麦、挪威和瑞典（三国在挪威国歌《对！我们热爱祖国》中被称作“三兄弟”）视为统一的斯堪的纳维亚地区，宣扬建立统一国家。
运动最早由一些丹麦和瑞典的大学生于19世纪40年代在斯科讷发起，在19世纪中期达到顶峰。当时，瑞典和挪威已在《基尔条约》的签订下成立瑞典-挪威联合，但这场运动仍然受到包括克里斯蒂安八世、卡尔十四世在内的人们的质疑；该运动在丹麦的传播也受到政治原因的限制。到了1844年，奥斯卡一世即位瑞典和挪威国王后，瑞典-挪威联合与丹麦之间的关系得到改善，斯堪的纳维亚主义的运动亦得到一些自由派报刊的支持。1848年，丹麦与普鲁士爆发第一次石勒苏益格战争，期间，瑞典派出远征军给予丹麦支持，但这支军队未真正接触战争。不过，由于在第二次石勒苏益格战争中拒绝同丹麦结盟或派军欧洲大陆进行援助，导致泛斯堪的纳维亚主义的运动受到严重打击。
1872年，来自丹麦、挪威和瑞典的移民者在新西兰共同建立了一个移民城镇，并以维京时代在丹麦南部建立的防御要塞系统丹內維爾克（19世纪在普丹战争中沦陷）命名为丹內維爾克镇，正是因为丹內維爾克在他们情感中扮演着象征泛斯堪的纳维亚主义的角色。
有論點說其實泛斯堪的納維亞主義並非近代19世紀的產物。於1397年成立的卡爾馬聯盟，已完美地體現了泛斯堪的納維亞主義。

## 北欧主义
北欧主义在1919年由瑞典人提出。方案不仅包括了传统的北欧三国，同时也将芬兰、冰岛以及丹麦的属地格陵兰、法罗群岛囊括进去，意图建立一个北欧的经济合作组织或共同体。这个设想被描述为“协作的民族主义”。

## 现状
第二次世界大战结束后，北欧国家走向一体化，北欧护照联盟、北欧理事会、北歐航空等政府间组织相继成立。可是由于在冷战过程中，瑞典与芬兰并非北大西洋公约组织成员，北欧国家之间的合作在一定程度上被破坏。之后由于欧洲一体化的大潮涌现（瑞典、丹麦、芬兰为欧盟成员国，而挪威与冰岛并不是），北欧诸国间的一体化被弱化。

## 文学作品中的相关描述
- 福爾摩斯故事中波希米亚丑闻一案中，虚构了一名“斯堪的纳维亚国王”的女儿嫁给（同为虚构的）与案件相关的波希米亚国王。
- 丹麦诗人凱·蒙克（英语：Kaj Munk）的作品《Fra hvor Isen kroner Jorden》的主题即为北欧政治联盟。